# Jan Hudec (teolog)
Jan Hudec (30. listopadu 1950 Šumperk – 23. září 2021) byl český teolog a farář Českobratrské církve evangelické.

## Život
Narodil se do rodiny navrátivších se emigrantů ze Zelówa. Nábožensky vyrůstal ve sboru v Zábřehu. Vystudoval střední průmyslovou školu. Mezi roky 1970 a 1972 vykonával povinnou vojenskou službu a po ní pracoval v civilních zaměstnáních. Oženil se s farářkou Pavlou Petrovou, pracoval coby garanční technik a v Zábřehu se jim do manželství narodily i dvě děti.
Dne 28. května 1978 byl ordinován na duchovního Českobratrské církve evangelické. Od 1. ledna 1981 nejprve ve funkci diakona, později od 1. ledna 1981 vikáře a od 1. října 1991 do 31. srpna 1996 coby farář působil v uherskohradišťském sboru této církve. Za jeho působení se povedlo v lázeňském městě Luhačovice získat do vlastnictví sboru vilu „Doubravka“, ve které se konaly bohoslužby a současně sloužila k rekreaci. Z Luhačovic se tak stala kazatelská stanice sboru v Uherském Hradišti. V letech 1987 až 1992 Hudcovi v duchovní službě vypomáhal ordinovaný presbyter Jan Rybář z Prahy, který po tu dobu působil v jiné kazatelské stanici uherskohradišťského sboru, v Napajedlech.
Počínaje 1. zářím 1996 změnil své působiště a stal se farářem ve vsetínském horním sboru. Své působení ve Vsetíně ukončil k 20. září 2004 a od 1. října 2004 po šest let až do 30. září 2010 byl farářem v Liptále. Následně od 1 října 2010 až do své smrti působil jako farář v Hrabové. Ve sklepních prostorách se Hudcovou péčí podařilo zřídit regionální muzeum. Zasloužil se také o obnovu hvězdárny, kterou ve zdejším kostele nechal zbudovat první hrabovský farář Rudolf Šedý. Zaměřil se také na otázku česko–německého smíření a v květnu 2015 uskutečnil projekt „Krok ke smíření“, jehož součástí byly ekumenické česko-německé bohoslužby na hřbitově v Leštině, kde je zbudován pomník upomínající na odsud německého obyvatelstva po druhé světové válce.

## Kazatelské působení
- 1981–1996 Uherské Hradiště
- 1996–2004 Vsetín, horní sbor
- 2004–2010 Liptál
- 2010–2021 Hrabová